# Đồng bằng hồ
Một đồng bằng hồ là một lưu vực hồ đã được lấp đầy bởi trầm tích. Theo thời gian, khi nước rút hoặc bốc hơi khỏi hồ, các trầm tích lắng đọng bị bỏ lại, dẫn đến một vùng đất bằng phẳng nơi hồ đã từng tồn tại. Quá trình này có thể được gây ra bởi thoát nước tự nhiên, bay hơi hoặc các quá trình địa vật lý khác. Đất của đồng bằng có thể tạo thành đất nông nghiệp màu mỡ và sản xuất do sự tích tụ trầm tích hồ trước đó; trong các trường hợp khác, nó có thể trở thành vùng đất ngập nước hoặc sa mạc.
Địa hình của khu vực Nam Indiana, Hoa Kỳ, phản ánh một hệ thống đồng bằng hồ phức tạp. Một dải băng trong giai đoạn Illinoian đã thay đổi mô hình thoát nước trong khu vực và hình thành một loạt các hồ nước. Một trong những hồ khác biệt hơn trong loạt này là Hồ Quincy, được đặt tên theo Quincy, Indiana. Khi đải băng rút đi, những hồ nước này biến mất, để lại phía sau là một khu vực đồng bằng hồ vẫn còn được bảo tồn cho đến ngày nay. Hồ Quincy đặc biệt để lại độ sâu 30 đến 40 foot (9,1 đến 12,2 m) trầm tích, trong thành phần từ sỏi đến phù sa bồi.
Các ví dụ khác về đồng bằng hồ bao gồm Thung lũng Kashmir và lưu vực Imphal trên đồi Manipur (cả ở Ấn Độ), và lưu vực sông Red ở phía Bắc của Hoa Kỳ và Canada.